# Psychedelický folk
Psychedelic folk zkráceně také psych folk je volně definovaný hudební žánr, který vznikl 60. letech 20. století prostřednictvím fúze lidové hudby a psychedelického rocku. Hlavní představitelé tohoto žánru byli Syd Barrett, Kaleidoscope, Grateful Dead, Jefferson Airplane nebo The Incredible String Band.